# Білоославський заказник
Бíлоослáвський зака́зник — ботанічний заказник місцевого значення в Україні. Розташований у межах Надвірнянського району Івано-Франківської області, на схід від смт Делятина, неподалік від села Чорні Ослави. 
Площа заказника 8 га, створений у 1983 році. 
Створений з метою охорони лісового урочища, де зростає білоцвіт весняний, занесений до Червоної книги України. 
Відповідальною організацією протягом 1983-2009 рр. була Чорноославська сільська рада, з 2009 року відповідні землі передано ДП «Надвірнянське лісове господарство». На даний момент земля урочища розташована на території ДП «Делятинське лісове господарство», однак достеменно невідомо, чи переданий заказник до відання останнього. 

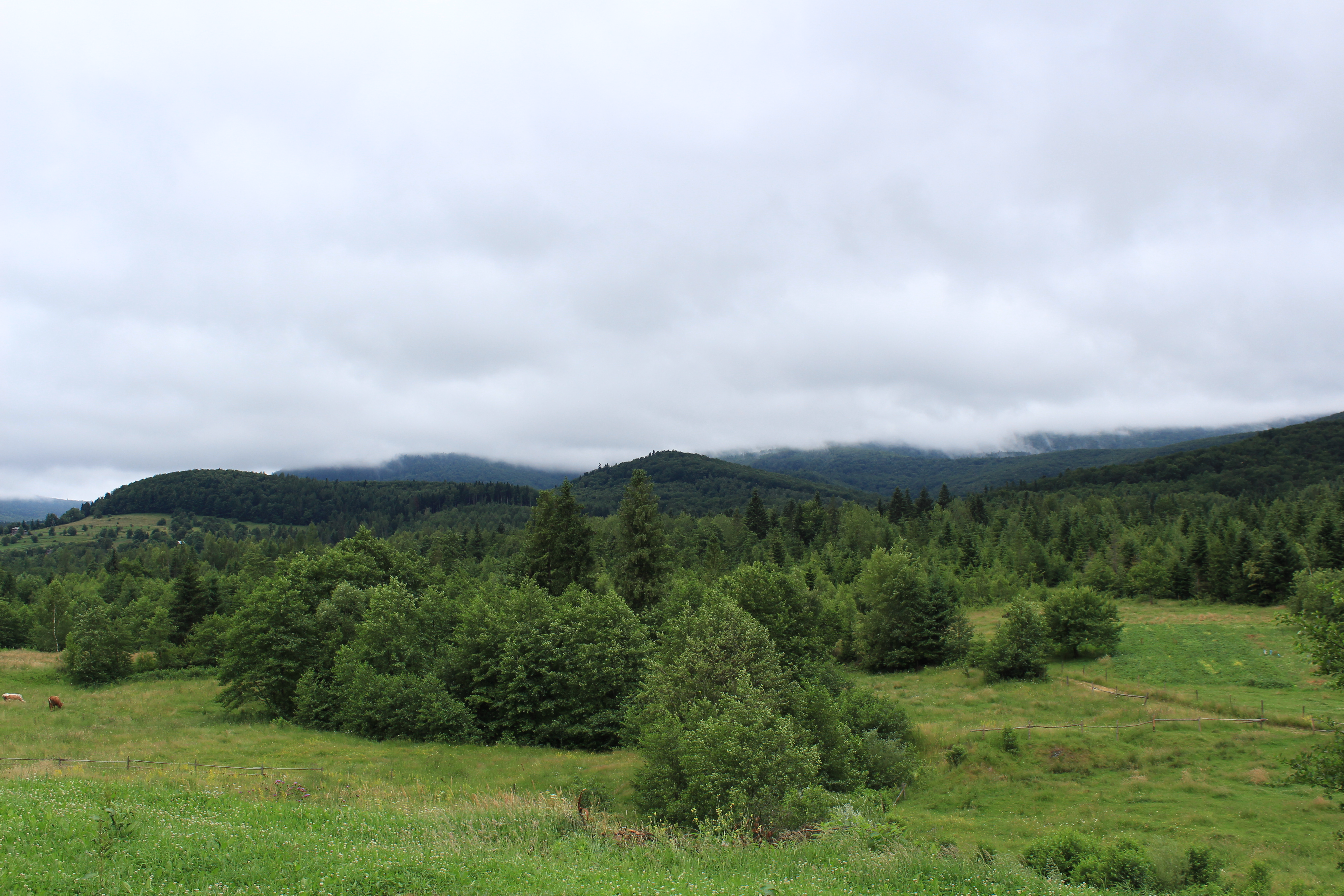
Білоославський заказник